# آرام‌اس اوشنیک (۱۸۷۰)
آرام‌اس اوشنیک (۱۸۷۰) (به انگلیسی: RMS Oceanic (1870)) یک کشتی بود که طول آن ۴۲۰ فوت ۴ اینچ (۱۲۸٫۱۲ متر) بود. این کشتی در سال ۱۸۷۰ ساخته شد.